# 秒速5センチメートル
『秒速5センチメートル』（びょうそく5センチメートル）は、日本の新海誠による2007年のアニメーション映画。配給はコミックス・ウェーブ。『雲のむこう、約束の場所』に続く、新海誠の3作目の劇場公開作品にあたる。
キャッチコピーは、どれほどの速さで生きれば、きみにまた会えるのか。
題意は「桜の花びらが舞い落ちる速度」。新海が監督・原作・脚本・絵コンテ、および演出までを手掛けた劇場作品で、惹かれ合っていた男女の時間と距離による変化を、「桜花抄」、「コスモナウト」、「秒速5センチメートル」という短編3話の連作構成で描く。全63分。
連作短編という構成について新海は、「最初に脚本として小説的なスケッチをいくつか書いてみたのですが、そのうちの3本をピックアップしたときに、登場人物がひとつにつながるなと思ったんです。そこで連作という形にしました。」と述べている。
第3話では、山崎まさよしの「One more time, One more chance」のボーカルが流れて、本作のタイトルが出るという手法が取られており、この手法はのちにエンディング曲がかかるタイミングに合わせてタイトルが出る『君の名は。』や『天気の子』に引き継がれている。
アジアパシフィック映画祭「最優秀アニメ賞」やイタリア・フューチャーフィルム映画祭「ランチア・プラチナグランプリ」などの映画賞を受賞した。
実写映画が2025年10月に公開予定。

## 概要
公開に先立ち、「Yahoo!プレミアム」会員ならびに「Yahoo! BB」会員限定サービスとして、2007年、2月16日から3日間にわたって第1話「桜花抄」の無料配信が行われた。3月3日に公開。渋谷シネマライズを皮切りに、日本全国の単館系劇場で順次公開されることとなった。
6月には米国における劇場配給権、ビデオグラム化権、および放映権の獲得をADVフィルムが発表。劇場公開中のアニメ映画のライセンス化がこのように日本国外で発表されるのは珍しいことであった。国際映画製作者連盟、ユネスコ、およびCNNインターナショナルの共同運営によるアジア太平洋映画賞の最優秀アニメーション映画賞を同年に受賞。さらにイタリアのフューチャーフィルム映画祭にて最高賞にあたる「ランチア・プラチナグランプリ」を受賞した。
7月にコミックス・ウェーブ・フィルムからDVDが、翌2008年にはBD版が発売された。さらに初回限定生産という形式ながら、HD DVD版も発売された。メディアファクトリー刊『ダ・ヴィンチ』誌上で新海自身の筆による同作の小説も連載され、2007年9月に『小説・秒速5センチメートル』として単行本化。2010年には清家雪子作画の漫画版『秒速5センチメートル』が『月刊アフタヌーン』（講談社）誌上で7月号より連載開始。翌2011年5月号にて完結、全2巻の単行本となった。
2011年11月までに、BD/DVD合計10万本、小説版累計10万部、漫画版累計13万部を売り上げ、同年には多言語対応のインターナショナル版BDも発売されるに至った。加納新太による小説版『秒速5センチメートル one more side』（エンターブレイン）も同年に発売。2012年には17刷のロングセラーを記録していた『小説・秒速5センチメートル』がMF文庫ダ・ヴィンチから文庫化、2016年には角川文庫からも『小説 秒速5センチメートル』が発売された。
劇場公開7周年を迎えた2014年には、第1話「桜花抄」での遠野貴樹と篠原明里の最後の逢瀬の日付にあたる3月4日から2日間にわたり、監督・新海誠のツイッター上で各種制作資料が公開されるなどしている。
2016年8月20日に、新海誠新作公開記念スペシャルとして、テレビ東京のサタ☆シネ (SATURDAY☆ CINEMA) で地上波放送された。
2017年には、新海誠特集と称して同監督の『言の葉の庭』に続いて3月16日にテレビ朝日系列で地上波放送された。
2022年、9月30日から期間限定で、全国41館で開催される「新海誠IMAX映画祭」にて、本作では初となるIMAXでの上映が行われた。
2024年、Filmarks主催の期間限定で、「桜前線上映」と題し、南から北へ桜前線を追いかけるように全国106館で2週間上映された。3月29日から西日本 - 南関東、4月12日から北関東 - 北海道の劇場で上映。また入場者特典としてクリアポストカードが先着かつ数量限定で配布された。

## ストーリー

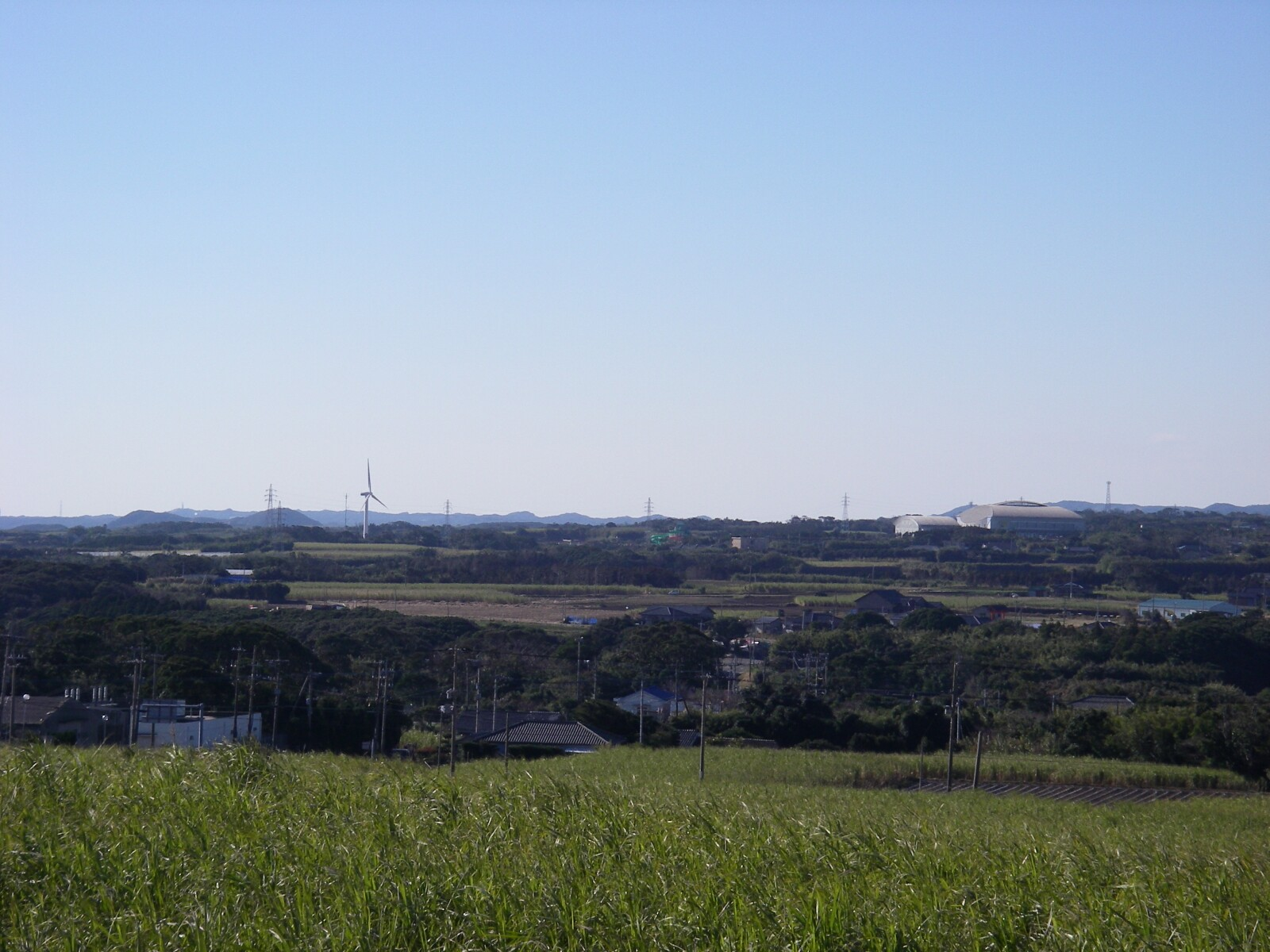
「コスモナウト」の舞台となった種子島の中種子町

物語は1990年代前半ごろの東京の小学校を舞台に始まる。

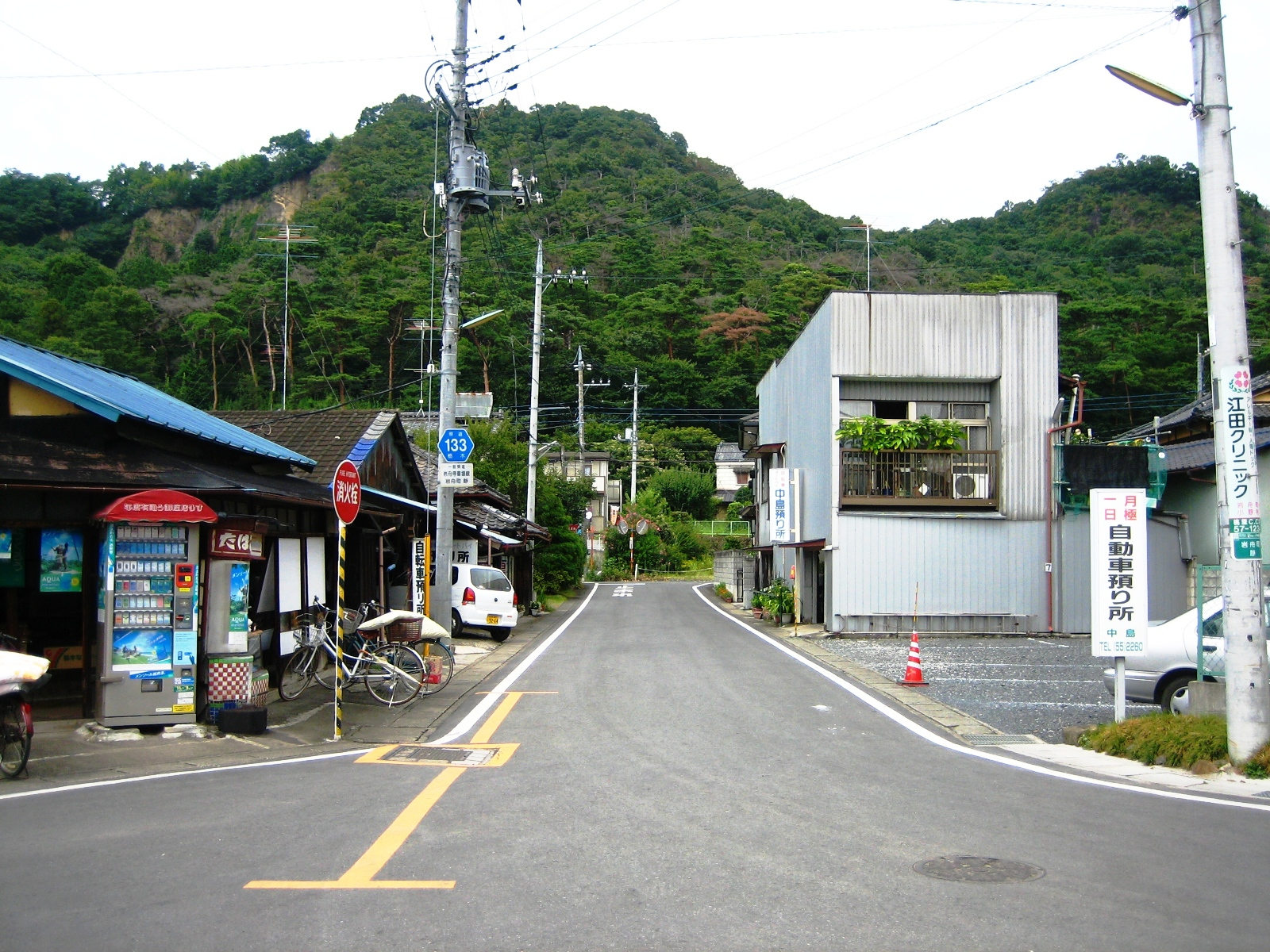
「桜花抄」の舞台、映画のポスターにもなった岩舟駅前

桜花抄（おうかしょう）
東京の小学校に通う遠野貴樹と篠原明里は精神的に似通っており、クラスメイトたちのからかいを受けながらも一緒に時間を過ごすことが多かった。だが、明里の父親の仕事の都合で小学校卒業と同時に明里は栃木へ転校し、それきり会うことがなくなってしまう。その後、中学に入学して半年が経過した夏のある日、栃木にいる明里から手紙が届き、それをきっかけに2人は文通を重ねるようになる。
中学1年の終わりが近づいたころ（1995年）に、今度は貴樹が鹿児島へ転校することが決まる。鹿児島と栃木は絶望的に遠く、もう明里に二度と会えなくなるかもしれないと思った貴樹は、栃木まで自ら明里に会いに行く決意をする。しかし、約束をした3月4日、関東では大雪となり、貴樹の乗った列車は途中で何度も長時間停車する。さらに、宇都宮線から両毛線への乗り換えの小山駅のホームで、明里に直接渡す予定だった手紙を風に飛ばされ紛失してしまう。貴樹は遅れている列車をホームで待ち、停まった列車の中で運行再開を待つことしかできず、時間だけが流れていく。
深夜になり、約束の時間などとうに過ぎた頃にようやく貴樹は待ち合わせの岩舟駅に到着すると、人気のない待合室で明里は一人待っていた。貴樹と明里は雪の降る中、桜の木の下で唇を重ね、近くの納屋の中で寄り添って夜を明かす。翌朝、明里は駅で「貴樹くんはきっとこの先も大丈夫だと思う」と言って貴樹を見送る。明里も手紙を用意していたが、貴樹には手渡さなかった。貴樹は走り去る列車の中、彼女を守れるだけの力が欲しいと強く願いながら、いつまでも窓の外の景色を見続けていた。
コスモナウト
1999年、種子島の高校3年生・澄田花苗は、中学2年の春に東京から転校してきたクラスメイトの貴樹に恋をしていたが、その想いを伝えられずにいた。しかも、卒業を間近に控えながら自身の進路も決められず、趣味のサーフィンでも波の上に立つことができないというスランプに陥っていた。
しかし、一つずつできることからやると決めてサーフィンに挑み、ついに波の上に立つことができた。今を逃せば二度と気持ちを打ち明けられないと思った花苗は、秘めていた自身の想いを貴樹に告げようと決心する。しかし、想いを告げようとした瞬間、貴樹から無言による拒絶の圧力を感じた花苗は告白することができず、貴樹のやさしさを悲しく思いながら帰り道に泣き出してしまう。そしてその時、2人の後ろで打ち上がったロケットを見た花苗は、貴樹が自分のことなど見ておらず、ずっと遠くにあるものを見つめているのをはっきりと悟るのだった。
結局その日の帰り道、花苗は何も言えずに告白を諦めてしまう。そして彼女は貴樹への想いが一生報われなくても、それでもなお彼のことがどうしようもなく好きだという想いを胸に、泣きながら眠った。
秒速5センチメートル
東京で社会人となった貴樹は高みを目指し、ただひたすら仕事に追われる日々を過ごしていたが、それが何の衝動に駆られてなのかはわからなかった。3年間付き合っていた水野理紗からは「1000回メールしても、心は1センチくらいしか近づけなかった」と言われ（2008年2月2日）、自身の心が彼女に向いていないことを見透かされてしまう。貴樹も自分自身の葛藤から、若き迷いへと落ちてゆき会社を辞める。貴樹の心はあの中学生の雪の夜以来ずっと、自身にとって唯一の女性を追いかけ続けていたのだった。
2008年3月のある日、貴樹はふと桜を見に外に出かけ、小学生時代に毎日通っていた道を歩く。踏切に差しかかると前方から1人の女性が歩いてくるのが見え、踏切内ですれ違う瞬間、2人は何かを感じ取る。
踏切を渡り立ち止まり、貴樹と彼女がゆっくりと振り返った瞬間、小田急線の急行列車が2人の視界をふさいだ。列車が通り過ぎると、そこに彼女の姿はなかった。しかし、貴樹は何かを決心したように笑みを浮かべながら静かに歩きだした。

## 主な登場人物
「声」はアニメ映画の声優、「演」は実写映画での俳優。
遠野 貴樹（とおの たかき）
声 - 水橋研二 / 演 - 松村北斗、上田悠斗（幼少期）
「桜花抄」「秒速5センチメートル」の主人公。家族は両親のみの一人っ子。小学3年生の春に、（小説版・漫画版では長野から）世田谷の小学校に親の仕事の都合で転校してきた。その1年後の春に、同じクラスに転校してきた明里と初めて出会う。ともに親が転勤が多く転校続きであったこと、体が弱く（漫画版では喘息の発作を起こしている描写がある）、外で大勢と遊ぶよりも図書館で本を読むことが好きだったことを共通点として親しくなる。性格は大人しいタイプだが、クラスメイトに自分との仲をからかわれて泣き出しそうになっていた明里を堂々と助けた。
種子島では、地球ではない惑星上で明里に似た女性と2人でいる夢をよく見ていて、宛先のない携帯メールを入力しては送信することなく消す行為を繰り返していた。中学1年時はサッカー部に、高校時代は弓道部に所属。
「秒速5センチメートル」では社会人となり東京で暮らしているが、明里への想いを引きずり過ぎたために他の女性と付き合っても破局を迎える。最後にようやく明里への想いを過去のものにすることができた。
篠原 明里（しのはら あかり）
声 - 近藤好美（第1話）、尾上綾華（第3話） / 演 - 高畑充希、白山乃愛（幼少期）
貴樹の初恋の相手にあたる少女。貴樹の片想いではなく、幼いながらも両想いの仲であった。貴樹と同じく家族は両親のみの一人っ子。小学4年生の春に、（小説版・漫画版では静岡から）世田谷に親の仕事の都合で転校し、貴樹と同じクラスになる。貴樹と同じくこのころは身体が弱く、外で遊ぶよりも図書館で本を読んでいることを好んでいた。そのため貴樹と親しくなるが、内向的な性格ゆえにクラスメイトに貴樹との仲をからかわれても受け流すことができなかった。そんな自分を常に守ってくれる貴樹に対して淡い恋心を抱く。
父親の仕事の都合で小学校卒業と同時に栃木へ転校する。中学時代に部活をしているが、どの部活かは明らかにされていない（小説版・漫画版ではバスケットボール部とされている）。
「秒速5センチメートル」では貴樹への淡い想いを断ち切り、彼ではない別の男性と結婚する。
澄田 花苗（すみだ かなえ）
声 - 花村怜美 / 演 - 森七菜
「コスモナウト」の主人公。3年1組12番に在籍（小説版では3組）。貴樹と種子島の中学で同じクラスになった少女。身長159センチメートル。家族は両親と、自身が通う高校の教師の姉（声 - 水野理紗）が1人いる。中学2年生の春、東京から転校してきた貴樹に他の男子とは違う雰囲気を感じ取り、恋心を抱くようになる。高校も貴樹と同じ場所にいたい一心で必死に勉強して合格を果たした。高校では貴樹が部活を終えるのを待って一緒に下校する間柄になったが、3年生になるまで告白することはできなかった。内面に情熱を秘めるタイプで、一途に貴樹を想い続けている。自分の将来が定まらないことに不安を感じ、得意のサーフィンでもずっと波の上に立てないというスランプ状態に陥っていた。自信を取り戻し、再び波の上に立てるようになったとき貴樹に告白しようと決意していたが、波に立てた当日、彼からの拒絶の態度を感じ取ってしまい、結局告白には至らなかった。
貴樹が自分では届かないような高みを目指しているのを確信しながらも、この先もずっと自分は貴樹のことを愛し続けるだろうと思うほどの一途な少女である。しかし新海小説版では、雨の日のロケット運搬があった夜に見た夢の中で、今の姉と同じ年齢になった頃には、貴樹への恋は過去のものであると認識している描写がある。一方、漫画版では、成人後も貴樹への想いを断ち切れずにいる様子が描かれている。なお、新海はインタビューで「花苗は強い女性として描いた」と述べている。
水野 理紗（みずの りさ）
声 - 水野理紗 / 演 - 木竜麻生
貴樹と3年間付き合っていた女性。貴樹の退職などの理由もあり、「1000回にわたるメールのやり取りをしたとしても、心は1センチほどしか近づけなかった」と最後のメールに綴って破局した。
- その他の声 - 寺崎裕香、中村祐子、岩崎征実、内藤玲、下崎紘史、平野貴裕、中川玲、井関佳子、井上優、加古臨王、中村梨香、須加みき、鮭延未可、新鹿由美子、斎藤由香子

## スタッフ
- 原作・脚本・監督 - 新海誠
- 絵コンテ・演出・キャラクター原案 - 新海誠
- キャラクターデザイン・作画監督 - 西村貴世
- 作画監督補佐・動画検査 - 文賢𤋮
- 原画 - 西村貴世、文賢𤋮、箕輪博子、大城勝、鈴木ひろみ、原由美子、細田直人、田澤潮
- 美術監督 - 新海誠
- 美術背景 - 丹治匠、馬島亮子、島田美菜子、石井弓、金井眞悟、竹内良貴、唐澤晃、泉谷かおり、新海誠
- 色彩設計 - 新海誠
- 彩色指定 - 三上菜子、伊藤美由紀、若尾幸苗、又野友彰
- 彩色検査 - 三上菜子、川上晃範、古川康一
- 撮影・編集 - 新海誠
- 3DCGワーク - 竹内良貴、新海誠
- 3DCGモデリング - 竹内良貴、佐藤祐大
- 音響監督 - 新海誠
- アフレコ演出 - 三ツ矢雄二
- 音響効果 - 加藤昭二、鋤柄務
- 録音スタジオ - I@スタジオ
- ダビングスタジオ - 東京テレビセンター
- 音楽 - 天門
- 補編曲 - 岡澤敏夫
- ミキシング&レコーディング・エンジニア - 瀧沢真一
- マスタリングエンジニア - 相川洋一
- レコーディングスタジオ - aLIVE RECORDING STUDIO
- マスタリングスタジオ - Rolling Sound Mastering
- デジタル&フィルムラボ - IMAGICA
- 楽曲提供
  - LINDBERG「君のいちばんに…」
    - 作詞 - 渡瀬マキ / 作・編曲 - 川添智久

  - みずさわゆうき「あなたのための世界」
    - 作詞 - みずさわゆうき / 作・編曲 - ロドリゲスのぶ
- スペシャルサンクス - 国枝信吾、倉田泰輔、渡辺水央、小林淳一、横里隆、水上ろんど、増田隆一、萩原嘉博、川中利満、瀧川正靖、坂本雅哉、酒井伸和、榊原佳奈、竹内宏彰、上村豊彦
- 制作 - 新海誠、コミックス・ウェーブ・フィルム
- 配給・宣伝 - コミックス・ウェーブ・フィルム
- 宣伝プロデューサー - 遠田尚美
- ラインプロデューサー - 伊藤耕一郎
- プロジェクト管理人 - 川口典孝
- 製作・著作 - 新海クリエイティブ、コミックス・ウェーブ、コミックス・ウェーブ・フィルム

## 主題歌
「One more time, One more chance」
作詞・作曲 - 山崎将義 / 編曲 - 森俊之 / 歌 - 山崎まさよし（ユニバーサルミュージック）

## アニメ版と小説版・漫画版の違い
小説版・漫画版の基本的な登場人物設定はアニメ版と差異がないが、登場人物それぞれの細かい行動等に若干の違いがある。
- 『小説・秒速5センチメートル』ではアニメ版と同様、主人公視点が1話・貴樹、2話・花苗、3話・貴樹となっていたのに対し、『one more side』では1話・明里、2話・貴樹、3話は明里・貴樹の両方の視点から描かれている。
- アニメ版では高校3年時の貴樹のクラスは不明、花苗は1組だが、『小説・秒速5センチメートル』では貴樹が1組の進学組、花苗が3組の商業科に在籍している（なおアニメの絵コンテでは花苗が3組となっており、『秒速5センチメートル』の作画アプリでも同様）。
- 「桜花抄」終盤で2人が互いに「渡そうとした手紙」はアニメ版では全文が見えずに内容が不明だが、小説版・『one more side』版・漫画版ではそれぞれの手紙の内容が書かれている。
- 花苗から貴樹への告白について、アニメ版では貴樹が乗る飛行機を見送る際に「言えなかった『好き』という言葉も」という歌詞が被せられており告白の有無は不明だが、新海小説版・漫画版ではどちらも空港で見送る際に貴樹に告白をしている。なお、『one more side』版では告白の描写はない。
- 水野理紗に関する設定が、小説版・漫画版のいずれもアニメ版に比べて非常に細かくされている。漫画版のみ貴樹から理紗と呼ばれている。なお、『one more side』版のみ兄がいるという設定になっている。
- 漫画版がストーリー上最もオリジナル要素が強く、花苗と貴樹の中学での出会いから高校と描写が細かくなっている。また、アニメ版の3話に相当する部分から大幅にアレンジがなされ、さらに本編が終了した後に初恋の相手である貴樹への想いを引きずったまま成人した花苗の完全オリジナルストーリーが組み込まれている。

## 備考
秒速5センチメートル
- 意味するところは、あるいは雪を思わせもする「舞い散る桜の花弁」が地面に向かって落ちゆく速度。

a chain of short stories about their distance
- 本作のサブタイトルであり、日本語に訳すと「彼らの距離についての連続した短編」となる。

両毛線
- 「桜花抄」「秒速5センチメートル」に登場。
- 作中では、貴樹と明里の待ち合わせ場所が当路線の岩舟駅である。この駅を選んだ理由について監督の新海は、「中学生が一人で行くには遠く、大人にとってはたいしたことがない距離で北関東をイメージし、訪れた雰囲気で決めた」と述べている。
- 作中では、115系湘南色の列車が使用されている。

深宇宙探査機「ELISH（エリシュ）」
- 「コスモナウト」「秒速5センチメートル」に登場。
- NASDA（宇宙開発事業団、現JAXA）によって作られたとされる架空の宇宙探査機。
- 1999年に種子島宇宙センターで打ち上げられ、太陽系内を通過後、太陽系外の深宇宙を探査するための探査機。

打ち上げ予定日時は1999年9月16日（金）18時55分 - 19時5分。打ち上げ予備期間は 1999年9月12日 - 12月22日。
- 漫画版では、「海王星の大気の調査を行ない、ボイジャー2号では解明されなかったデータを多く地球に送った」とされている。

チョビ・ミミ
- 作中で登場する2匹の猫。作中では回想でチョビのみが登場し、ミミは名前のみ登場。
- 監督の新海自身、かなりの愛猫家とのことで、他の作品（『雲のむこう、約束の場所』および『猫の集会』）にも「チョビ」と言う名前の猫が登場している。

コスモナウト
- 第2話の題名。コスモナウトは、“cosmonaut”と綴る英単語から来ており、主にロシアの宇宙飛行士を指す。アメリカおよび通常の宇宙飛行士は“astronaut”。

君のいちばんに...
- 第2話に登場する曲。日本のバンド「LINDBERG」発表。花苗の姉が車でかけていたり、花苗が失恋した日にコンビニでかかっていたりした。

草原について
- 第2話で登場する、貴樹が夢の中で見る草原と、花苗が紙飛行機を飛ばした種子島の草原のデザインは全く同一のものである。

## 作品の舞台

### 第1話
- 参宮橋駅周辺（東京都新宿区） - 第1話「桜花抄」の冒頭場面の舞台[44]
- 豪徳寺駅（東京都世田谷区） - 第1話「桜花抄」で登場
- 栃木県下都賀郡岩舟町（現・栃木県栃木市岩舟町） - 第1話「桜花抄」の舞台
  - 岩舟駅（両毛線） - 公開後から訪問客の姿が目立つようになり、駅前のタクシー会社の談によれば、北海道からの訪問や、中華人民共和国からの団体客の訪問なども見られるという[42]。
- 小田急小田原線沿線
- 埼京線・宇都宮線・両毛線（新宿駅・武蔵浦和駅・大宮駅・久喜駅・野木駅・小山駅[注釈 10]）

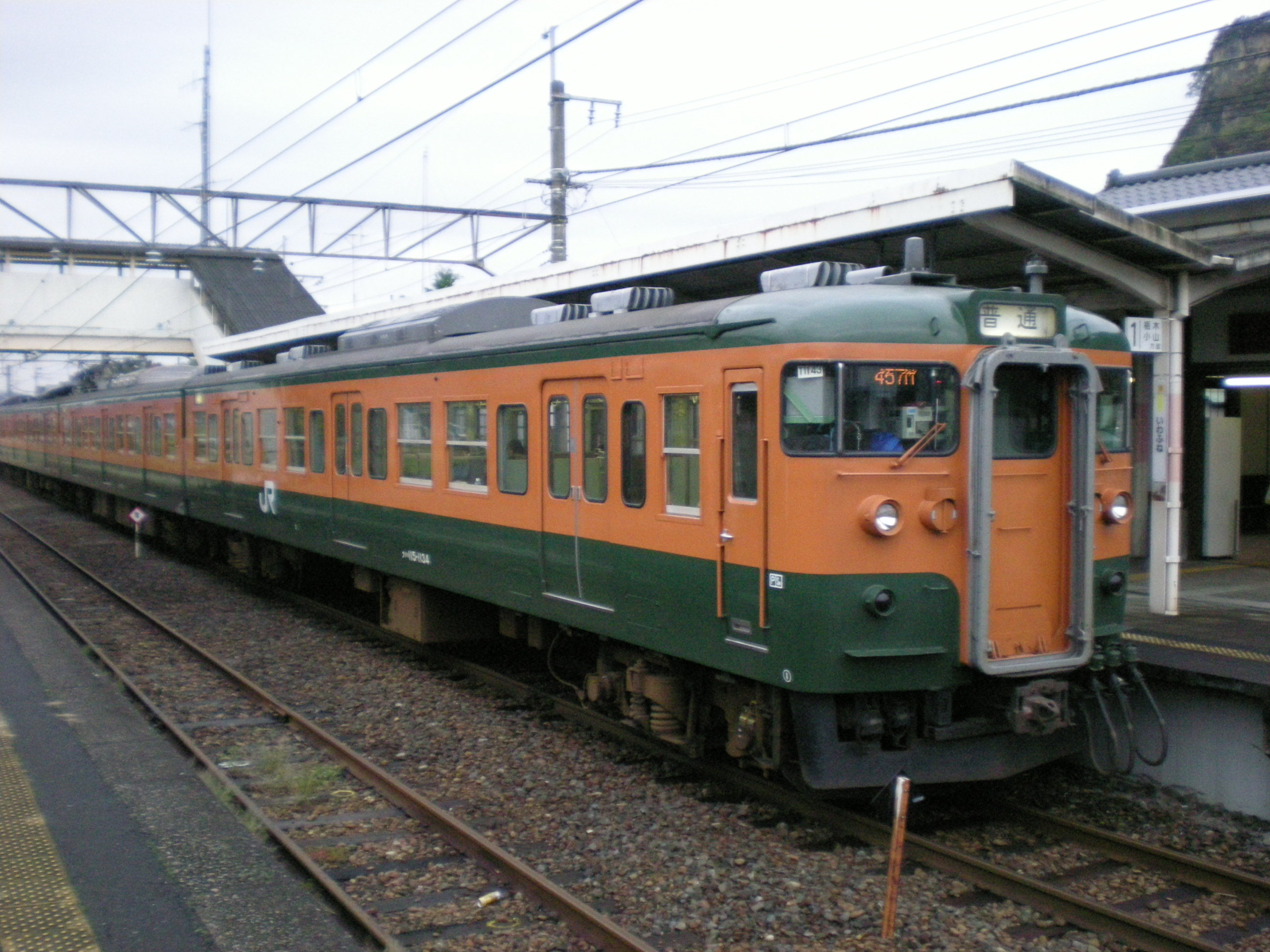
「桜花抄」の舞台となった115系電車・岩舟駅小山行き
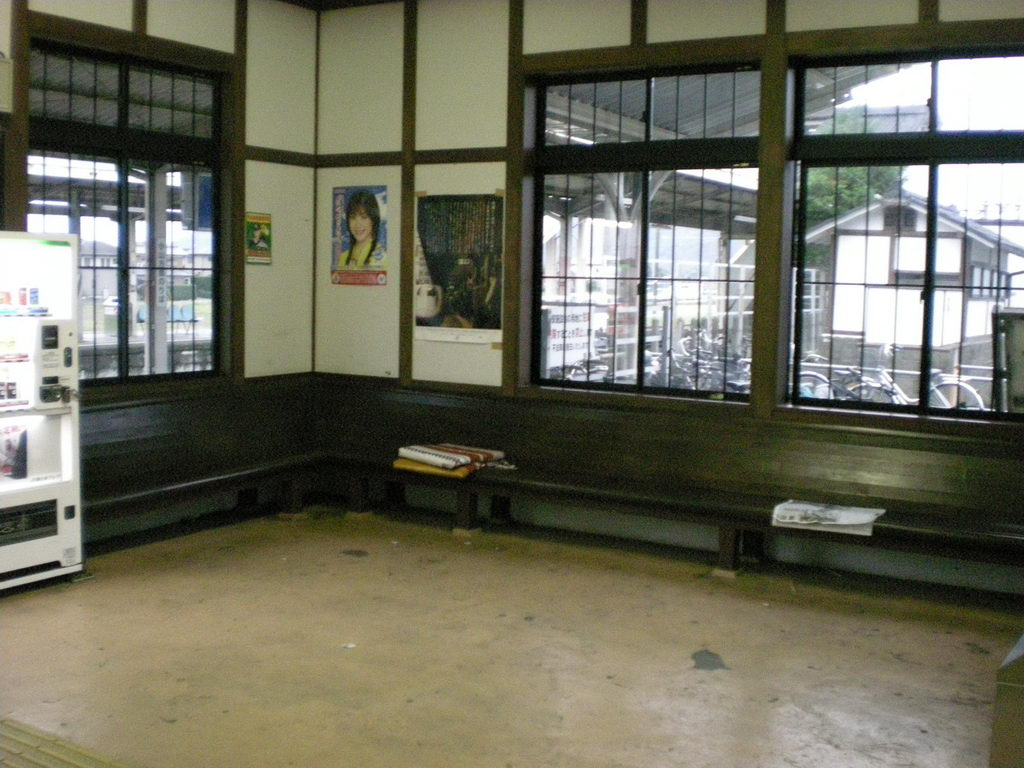
「桜花抄」の舞台となった岩舟駅の構内

### 第2話
- 中種子町（鹿児島県熊毛郡）[注釈 11]
- 鹿児島県立中種子高等学校 - 主な舞台となった高校

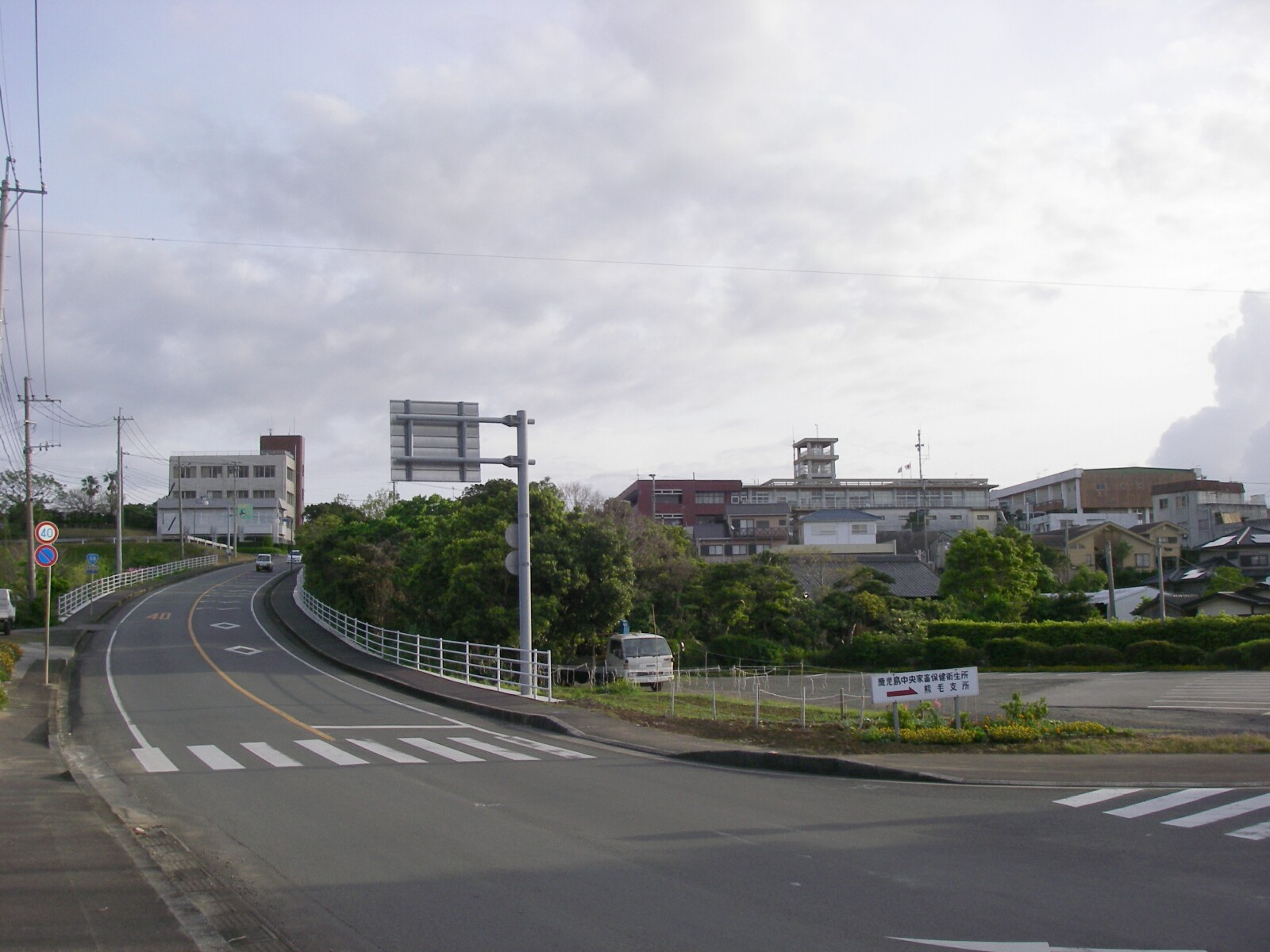
「コスモナウト」の舞台となった中種子町の国道58号
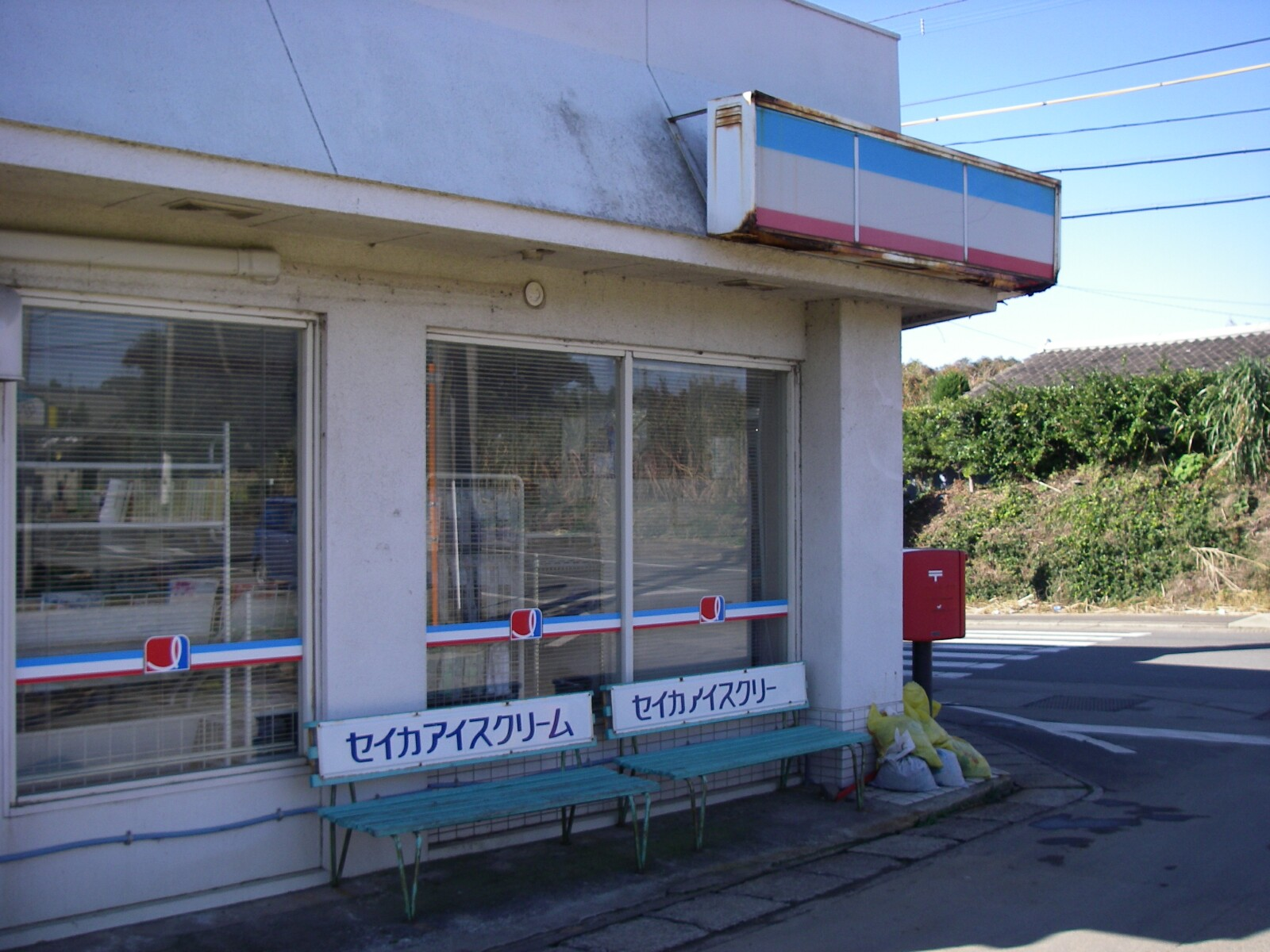
「コスモナウト」の舞台となった中種子町の売店

### 第3話
- 新宿副都心

## 制作エピソード
- 映画全体のコンセプトと選曲の親和性を優先したため叶わなかったが、監督の新海誠が個人的に好きな楽曲である松たか子の『明日、春が来たら』が映画内で流れる構想も当初監督の中に存在していた[47]。

## 批評
同年公開の映画『恋空』の監督でもあるドラマディレクターで映画監督の今井夏木は、「完全に大人向けの作品」。新海誠のファンでとりわけ本作の愛好者であるというお笑い芸人の田村淳は、「時間の流れが独特で、見終わった後に浄化された気分になる」と評する。
大韓民国ウソク大学教授で詩人のアン・ドヒョンは、
| “……舞い散る桜花にこぼれる雨の雫が織り成す叙情的風景、ほのかに迫る初恋の感覚、微細な変化をも敏にとらえる多感なふたりの駆け引きの様、時の流れゆく様を実感させる物語。まことに美しい映画です。” |

と評する。
米誌『バラエティ』の記者を務めるロニー・シャイブは、「圧倒的に緻密な描画の背景、そしてお粗末さすら感じさせる描画の登場人物。環境のもたらす運命に翻弄される登場人物達の非力な様をこれらの対比によって表現している。」としたうえで、「新海のこの新しい試みはアニメの可能性を飛躍的に拡張するものであった」と評した。
「アニメ・ニュース・ネットワーク」の記者を務めるセロン・マーティンは、
| “……関係の継続をテーマに据えた『こえ』、関係の再現をテーマに据えた『雲の向こう』。対する『秒速』がそのテーマに据えるは、すなわち関係の遷移、時の流れとともに失われてゆく何かを惜しむ気持ちとの決別、今そこにある幸福を追求することによる過去との決別、これであります。そうした意味で、これまでの新海作品のなかで最も大人びた、深みを備えた作品にあたるのがこの『秒速』です。” |

以上の評を寄せている。
AV Watchによると、新海作品の魅力とされる映像美を踏襲し、『雲のむこう、約束の場所』から映像の美しさが一段と洗練されており、また、前作までの特徴であったSF要素が一切省かれ、“SFを廃した日常”というあくまで現実の日本を舞台にしたアニメーションにチャレンジしているとされる。それゆえ、“SFを廃した日常”という新しいテーマにチャレンジしていても、映画全体として新鮮味に乏しく、独白を主体としているため、キャラクターの心情が言葉で明示され、観客の推察が入り込む余地が少なく、一昔前に流行った「セカイ系」の作品同様、観る人によっては耐えられない青臭さや、正体不明の閉塞感を感じるかもしれず、良くも悪くも、感情移入できるか否かで評価の分かれる作品であるという。

## テレビ放送
| 回数 | テレビ局                 | 放送日         | 備考                                                                               |
| ---- | ------------------------ | -------------- | ---------------------------------------------------------------------------------- |
| 1    | テレビ東京（ローカル）   | 2016年8月20日  | 「サタ☆シネ」内で地上波初放送。                                                    |
| 2    | テレビ朝日               | 2017年3月17日  | 新海誠特集として放送。                                                             |
| 3    | テレビ朝日               | 2018年1月1日   | 『君の名は。』が地上波初放送されることを記念して、『星を追う子ども』とともに放送。 |
| 4    | テレビ朝日               | 2019年1月1日   | 『天気の子』が公開されることを記念して、『星を追う子ども』とともに放送。           |
| 5    | テレビ朝日               | 2019年6月21日  | 『天気の子』が公開されることを記念して、翌日の『星を追う子ども』と連日放送。       |
| 6    | 長崎文化放送（ローカル） | 2019年7月12日  |                                                                                    |
| 7    | テレビ朝日               | 2020年12月30日 | 『天気の子』が地上波初放送されることを記念して、『星を追う子ども』とともに放送。   |
| 8    | 日本テレビ               | 2022年10月25日 | 『すずめの戸締まり』が公開されることを記念して、『言の葉の庭』とともに放送。       |
| 9    | 読売テレビ（ローカル）   | 2022年11月2日  | 『すずめの戸締まり』が公開されることを記念して放送。                               |
| 10   | テレビ大分（ローカル）   | 2022年11月8日  | 『すずめの戸締まり』が公開されることを記念して放送                                 |

## 『心霊の窓』騒動
2009年、中国の国営テレビ局・中国中央電視台が「感動の大作」と銘打ったアニメ『心霊の窓』の放映を開始。ストーリーや音楽は本作と全く接点がないものの、本作のカットと酷似した描写が作中に多数あり、背景の一部に本作の背景が使用されていたことにより盗作疑惑が持ち上がった。やがて制作会社にあたる柳州藍海科技有限公司が剽窃の事実を認め、制作を委託していた下請け会社の行為によるものであったとの旨の見解を示すに至っている。

## 小説
新海は本作のアニメ映画について、登場人物たちを美しい風景の中に置くことで「あなたも美しさの一部です」と肯定することにより誰かが励まされるのではないかと思っていた。しかし、意図と逆に「ひたすら悲しかった」「ショックで座席を立てなかった」という感想がすごく多く、その反省から第3話のラストを補完するかたちで『小説・秒速5センチメートル』 を書いたと述べている。
- 新海誠（著）『小説・秒速5センチメートル』
  - 単行本（メディアファクトリー、2007年11月刊）ISBN 978-4-8401-2072-2
  - MF文庫ダ・ヴィンチ（メディアファクトリー、2012年10月刊）ISBN 978-4-8401-4857-3
- 新海誠（著）『小説 秒速5センチメートル』
  - 角川文庫（KADOKAWA、2016年2月刊）ISBN 978-4-04-102616-8
  - 2018年10月5日より原作小説をオーディオブック化したAudible版が配信されている。朗読は水橋研二、花村怜美、水野理紗が全3話をそれぞれ担当しており、各話ごとに区切った分冊版も配信されている[61]。
- 新海誠（原作）、加納新太（著）『秒速5センチメートル one more side』
  - 単行本（エンターブレイン、2011年6月刊）ISBN 978-4-04-727307-8

## 漫画
- 新海誠（原作）、清家雪子（漫画）『秒速5センチメートル』講談社〈アフタヌーンKC〉、全2巻
  1. 2010年11月22日発売、ISBN 978-4-06-310711-1
  2. 2011年4月22日発売、ISBN 978-4-06-310739-5

## 朗読劇
東宝による朗読劇シリーズ「恋を読む」の第3弾として2020年10月21、22、24、25日にヒューリックホール東京において上演され、スカパー!オンデマンドで生配信された。脚本・演出は三浦直之（ロロ）。2021年1月17日より、「日テレプラス ドラマ・アニメ・音楽ライブ」にてテレビ放映。

キャスト
- 10月21日12時 / 22日19時30分
  - 遠野貴樹 役 - 入野自由
  - 篠原明里 役 - 桜井玲香
  - 澄田花苗 役 - 田村芽実
- 10月21日16時 / 21日19時30分
  - 遠野貴樹 役 - 海宝直人
  - 篠原明里 役 - 妃海風
  - 澄田花苗 役 - 山崎紘菜
- 10月22日12時 / 22日16時
  - 遠野貴樹 役 - 前山剛久
  - 篠原明里 役 - 鬼頭明里
  - 澄田花苗 役 - 尾崎由香
- 10月23日16時 / 23日19時30分 / 24日12時
  - 遠野貴樹 役 - 梶裕貴
  - 篠原明里 役 - 福原遥
  - 澄田花苗 役 - 佐倉綾音
- 10月24日16時 / 24日19時30分 / 25日12時 / 25日15時30分
  - 遠野貴樹 役 - 黒羽麻璃央
  - 篠原明里 役 - 内田真礼
  - 澄田花苗 役 - 生駒里奈
- 全日程出演
  - 篠崎大悟（ロロ）
  - 森本華（ロロ）

## 実写映画
2025年10月10日に公開予定。監督は奥山由之、主演は松村北斗。ヒロインの篠原明里役は高畑充希。新海作品初の実写映像化作品となる。63分のアニメーション映画から約2時間の長編映画に改編される。

### キャスト
- 遠野貴樹 - 松村北斗[11]（幼少期：上田悠斗[65]、高校生時代：青木柚[38]）
- 篠原明里 - 高畑充希[37]（幼少期：白山乃愛[65]）
- 澄田花苗 - 森七菜[38]
- 水野理紗 - 木竜麻生[38]
- 久保田邦彦 - 岡部たかし[66]
- 金子あさみ - 中田青渚[66]
- 戸塚宗次郎 - 田村健太郎[66]
- 酒井直 - 戸塚純貴[66]
- 大野泰士 - 蓮見翔[66]
- 柴田治 - 又吉直樹[66]
- 田村四季子 - 堀内敬子[66]
- 大橋純透 - 佐藤緋美[66]
- 砂坂翔子 - 白本彩奈[66]
- 輿水美鳥 - 宮崎あおい[38]
- 小川龍一 - 吉岡秀隆[38]

### スタッフ
- 原作 - 新海誠 劇場アニメーション『秒速5センチメートル』
- 監督 - 奥山由之
- 脚本 - 鈴木史子
- 音楽 - 江崎文武[38]
- 主題歌 - 米津玄師「1991」（ソニー・ミュージックレーベルズ）[67]
- 劇中歌 - 山崎まさよし「One more time, One more chance ～劇場用実写映画『秒速5センチメートル』Remaster～」（ユニバーサル ミュージック）[68]
- 制作プロダクション - Spoon.
- 配給 - 東宝